# Marie-Elizabeth Cléry
Marie-Elizabeth Cléry (oder Duverge-Cléry), geborene Du Verger oder Du Verge (* 1761; † nach 1795), war eine französische Harfenistin und Komponistin.

## Leben
Sie wurde wahrscheinlich in Paris geboren und war eine Harfenspielerin am Hof der Marie-Antoinette. Nach ihrer Heirat mit Jean-Baptiste Cant-Hanet dit Cléry veröffentlichte sie 1785 drei Sonaten für Violine mit Harfenbegleitung.

## Werke
- Trois sonates pour harpe ou piano-forte avec accompagnement de violon; herausgegeben von Barbara Garvey Jackson. ClarNan Editions, Arkansas, 1988. Sonata 1 in C major, Sonata 2 in E♭ major, Sonata 3 in B♭ major